# Desa Sindangjaya (administrativ by i Indonesien, Jawa Barat, lat -6,79, long 107,27)
Desa Sindangjaya är en administrativ by i Indonesien.   Den ligger i provinsen Jawa Barat, i den västra delen av landet, 80 km sydost om huvudstaden Jakarta. Desa Sindangjaya ligger vid sjön Waduk Cirata.